# Palazzo Vendramin-Calergi

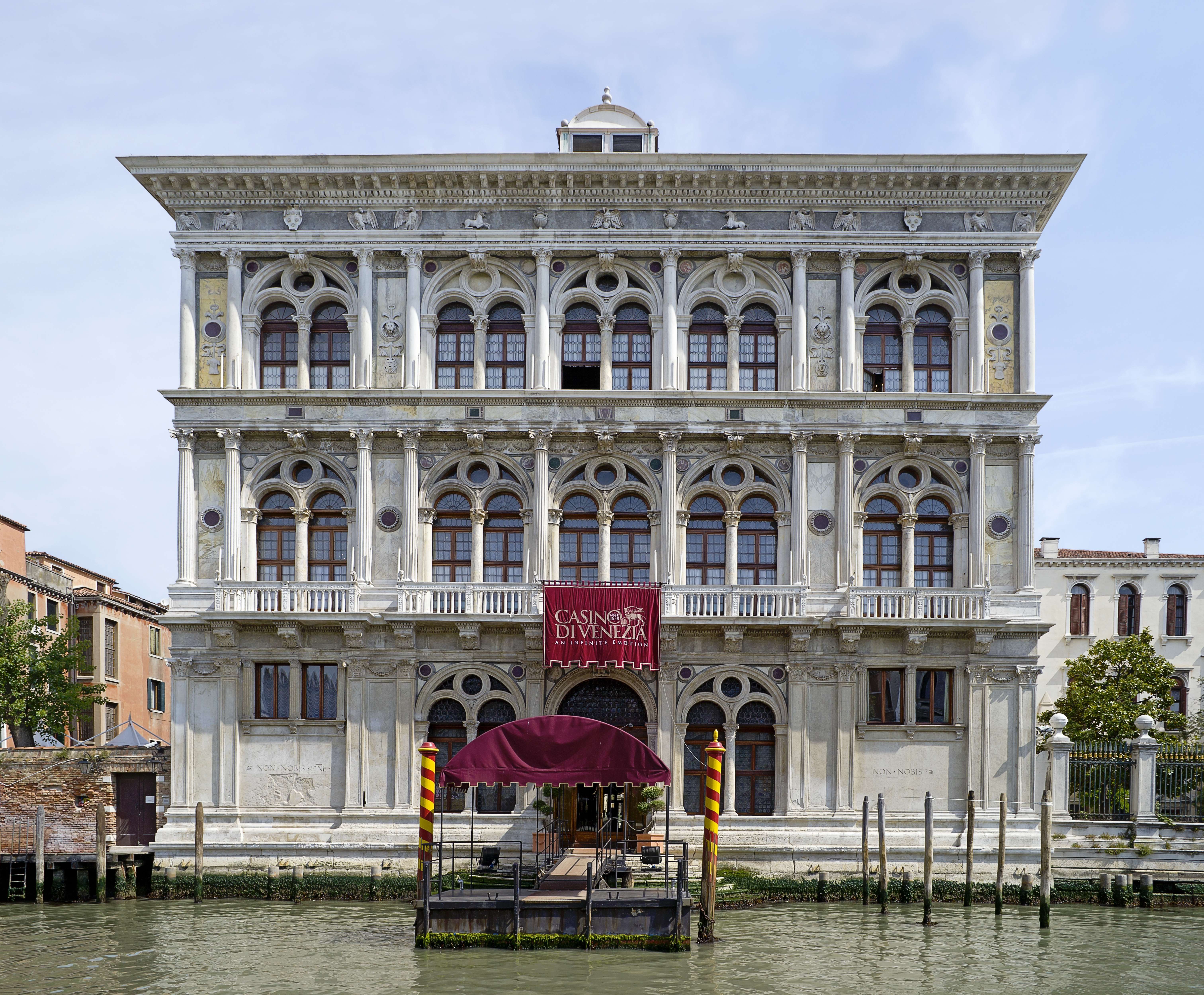
Palazzo Vendramin-Calergi (2011)

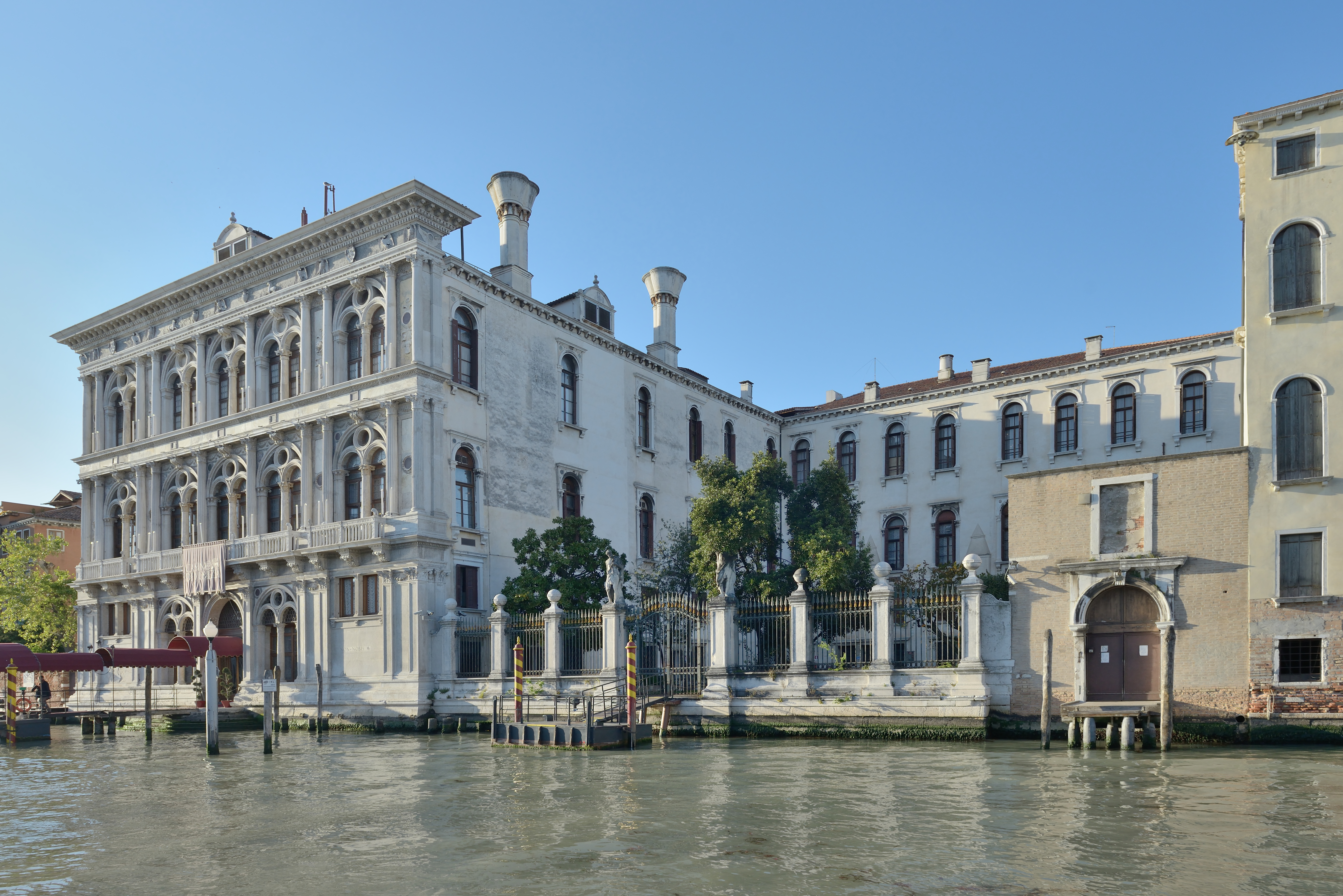
Seitenansicht

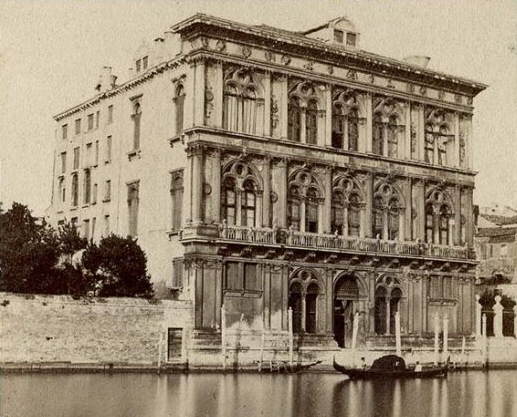
Der Palazzo Vendramin-Calergi auf einem Foto von Carlo Naya 1870

Der Palazzo Vendramin-Calergi ist ein venezianischer Palast am linken Ufer des Canal Grande im Sestiere Cannaregio zwischen dem Palazzo Marcello del Majno und dem Casa Volpi di San Marcuola.

## Geschichte
Der Palazzo wurde von Mauro Codussi in den Jahren 1481 bis 1509 für Andrea Loredan errichtet und vom Dogen Leonardo Loredan finanziert. Berühmt wurde er vor allem durch Richard Wagner, der dort 1883 gestorben ist. Heute beherbergt das Gebäude das Städtische Winter-Spielkasino.
Für die Architekturgeschichte Venedigs ist die Fassadengestaltung dieses Palasts von herausragender Bedeutung. Es ging darum, eine Verbindung zwischen venezianischer Tradition und der damals modernen Richtung der Renaissance herzustellen, also zwischen der runden Säulen-Bogen-Reihe der alten venezianischen Schule und der rechteckigen Kolonnadengliederung der Renaissance. Codussi hatte ein System entwickelt, die waagerechte Kolonnadenordnung so genau proportioniert vor den Bogengang der Fenster zu setzen, dass sich zwischen beiden eine neue Einheit entwickelte, die kaum mehr erkennen ließ, dass es sich um zwei verschiedene Prinzipien handelte. Diese Fenster werden in Venedig seit diesem Palazzo Vendramin nach ihrem Erbauer „Codussi-Fenster“ genannt.
Das von Codussi in die venezianische Architektur eingeführte Prinzip der Überlagerung von alten traditionell-runden Bögen und Renaissance-Formen hat Jacopo Sansovino in seiner Biblioteca Marciana wiederholt.
1581 mussten die Loredan den Palast an den Herzog Erich II. von Braunschweig-Calenberg-Göttingen verkaufen, der ihn bald an Herzog Guglielmo Gonzaga weitergab. 1589 kaufte ihn Vettor Calergi, aus altem venezianischem Patriziergeschlecht griechischen Ursprungs stammend und auf Kreta (in der von 1212 bis 1669 bestehenden venezianischen Kolonie Herzogtum Candia) reich begütert, anlässlich seiner Hochzeit mit Isabetta Gritti. Deren Tochter Marina heiratete 1608 Vincenzo Grimani. Diese erweiterten mit Hilfe des Baumeisters Vincenzo Scamozzi 1614 den rechten Flügel in den Garten hinein zu dem heutigen L-förmigen Bau. 1739 fiel der Palast im Erbweg an Niccolò Vendramin, der den Namen Vendramin-Calergi annahm, den auch das Gebäude seither trägt. 1844 kaufte es Prinzessin Maria Karolina von Neapel-Sizilien, ihr folgten ihr Enkel Heinrich Karl von Bourbon-Parma und ihre Kinder aus zweiter Ehe mit Ettore Carlo Lucchesi Palli, Duca della Grazia. 1882/83 verlebte Richard Wagner seine letzten fünf Monate als Mieter im Seitenflügel und starb hier am 13. Februar 1883. 1995 wurde dort ein Richard-Wagner-Museum eröffnet. 1937 erwarb Giuseppe Volpi das Haus und besaß es bis 1946; er führte Sanierungsmaßnahmen durch. Anschließend erwarb die Stadt Venedig den Palast und brachte hier ein Spielkasino unter. Heute ist die Casinò di Venezia SpA Eigentümerin.
Das Kölner Haus Meuser wurde 1885 nach dem Vorbild des Palazzo errichtet.

## Rezeption
Der österreichische Schriftsteller und Satiriker Alexander Roda Roda wählte den Palazzo Vendramin als Schauplatz für eine seiner humoristischen Geschichten. In der Kurzgeschichte Blümelhubers Begegnungen mit Richard Wagner erscheint der Geist von Richard Wagner fortwährend einem im Palazzo arbeitenden Kunstmaler und sieht diesem beim Malen über die Schulter.